# Neue Synagoge (Wysokie Mazowieckie)

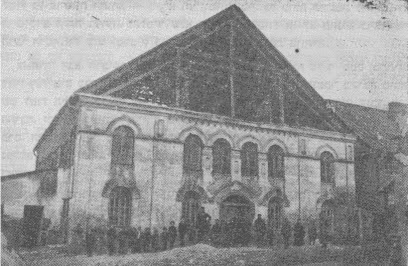
Neue Synagoge in Wysokie Mazowieckie (19. Jahrhundert)

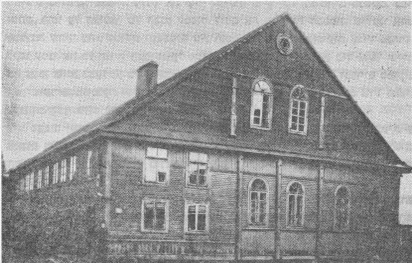
Rückseite

Die Neue Synagoge in Wysokie Mazowieckie, einer polnischen Stadt in der Woiwodschaft Podlachien, wurde 1879 errichtet. Die neue Synagoge ersetzte die Alte Synagoge aus Holz, die in den 1870er Jahren wegen Baufälligkeit abgerissen wurde.
Die Neue Synagoge wurde 1939 von den deutschen Besatzern beim Überfall auf Polen zerstört. Im August 1941 wurden alle Juden aus Wysokie Mazowieckie gezwungen, in einem Ghetto zu leben. Das Ghetto wurde am 2. November 1942 aufgelöst, und seine 2000 jüdischen Insassen wurden in das Lager Zambrów und anschließend im Januar 1943 nach Auschwitz deportiert. 